# Frederikssund - Vikingernes by
|  | Denne artikel er oprettet af botten Steenthbot ud fra en ekstern database. Den kan derfor have sproglige fejl eller mangler. Denne skabelon kan fjernes efter kontrol af indholdet. |

Frederikssund - Vikingernes by er en dansk dokumentarfilm fra 1952.

## Handling
Initiativet til at gøre Frederikssund til 'Vikingernes By' bliver taget i januar 1951, da en kreds af borgere beslutter at gøre opmærksom på byens eksistens ved at lade skægget stå. Initiativet blev taget godt imod og snart har 669 mænd, både tømrere, kunstnere, smede og politimænd fuldskæg til byens vikingefest i 1952. En model af vikingeskibet Hugin bliver bygget og døbt Munin. København bliver besat og Munin søsættes i Peblingesøen i København. Skægkonkurrence med Københavns overborgmester H.P. Sørensen som overdommer. Skægauktion ved Kalvøpavillonen i Frederikssund. De 558 auktionerede fuldskæg købes for 10.050,35 kr. Festen kulminerer i et optog gennem byen med Kong Skjold som hovedperson. På Torvet opføres et gudespil med Odin og hans kæmper. Skuespiller Per Buckhøj er instruktør.